# Lignereuil
Lignereuil é uma comuna francesa na região administrativa de Altos da França, no departamento de Pas-de-Calais. Estende-se por uma área de 2,92 km². Em 2010 a comuna tinha 140 habitantes (densidade: 47,9 hab./km²).